# Frederic Funk
Frederic Funk né le 9 août 1997 à Nuremberg en Allemagne est un triathlète professionnel allemand, vainqueur sur distance Ironman 70.3.

## Palmarès
Le tableau présente les résultats les plus significatifs (podium) obtenus sur le circuit national et international de triathlon depuis 2018,,.
| Année | Compétition                                  | Pays        | Position           | Temps           |
| ----- | -------------------------------------------- | ----------- | ------------------ | --------------- |
| 2023  | Championnats du monde d'Ironman 70.3 - Lahti | Finlande    | Médaille d'argent  | 3 h 57 min 4 s  |
| 2023  | Ironman 70.3 Zell am See                     | Autriche    | Médaille d'or      | 3 h 49 min 56 s |
| 2023  | Challenge Samarkand                          | Ouzbékistan | Médaille d'or      | 3 h 38 min 34 s |
| 2023  | Challenge Walchsee-Kaiserwinkl               | Autriche    | Médaille d'or      | 3 h 41 min 30 s |
| 2023  | Championnat du monde Challenge               | Slovaquie   | Médaille de bronze | 3 h 32 min 55 s |
| 2022  | Challenge Walchsee-Kaiserwinkl               | Autriche    | Médaille d'or      | 3 h 36 min 1 s  |
| 2022  | Championnat du monde longue distance         | Slovaquie   | Médaille de bronze | 3 h 15 min 40 s |
| 2022  | Ironman 70.3 Zell am See                     | Autriche    | Médaille d'or      | 3 h 50 min 23 s |
| 2022  | Ironman 70.3 Kraichgau                       | Allemagne   | Médaille d'argent  | 3 h 50 min 53 s |
| 2021  | Challenge St. Pölten                         | Autriche    | Médaille d'or      | 3 h 44 min 49 s |
| 2021  | Challenge Peguera-Majorque                   | Espagne     | Médaille d'or      | 3 h 45 min 50 s |
| 2021  | Championnat du monde Challenge               | Slovaquie   | Médaille de bronze | 3 h 40 min 25 s |
| 2021  | Championnat d'Europe moyenne distance        | Autriche    | Médaille d'or      | 3 h 36 min 56 s |
| 2019  | Challenge Heilbronn                          | Allemagne   | Médaille d'or      | 1 h 54 min 30 s |
| 2019  | Ironman 70.3 Lanzarote                       | Espagne     | Médaille d'or      | 3 h 35 min 0 s  |
| 2018  | Championnat d'Allemagne moyenne distance     | Allemagne   | Médaille d'or      | 3 h 44 min 47 s |